# 성곽 도시 (바쿠)

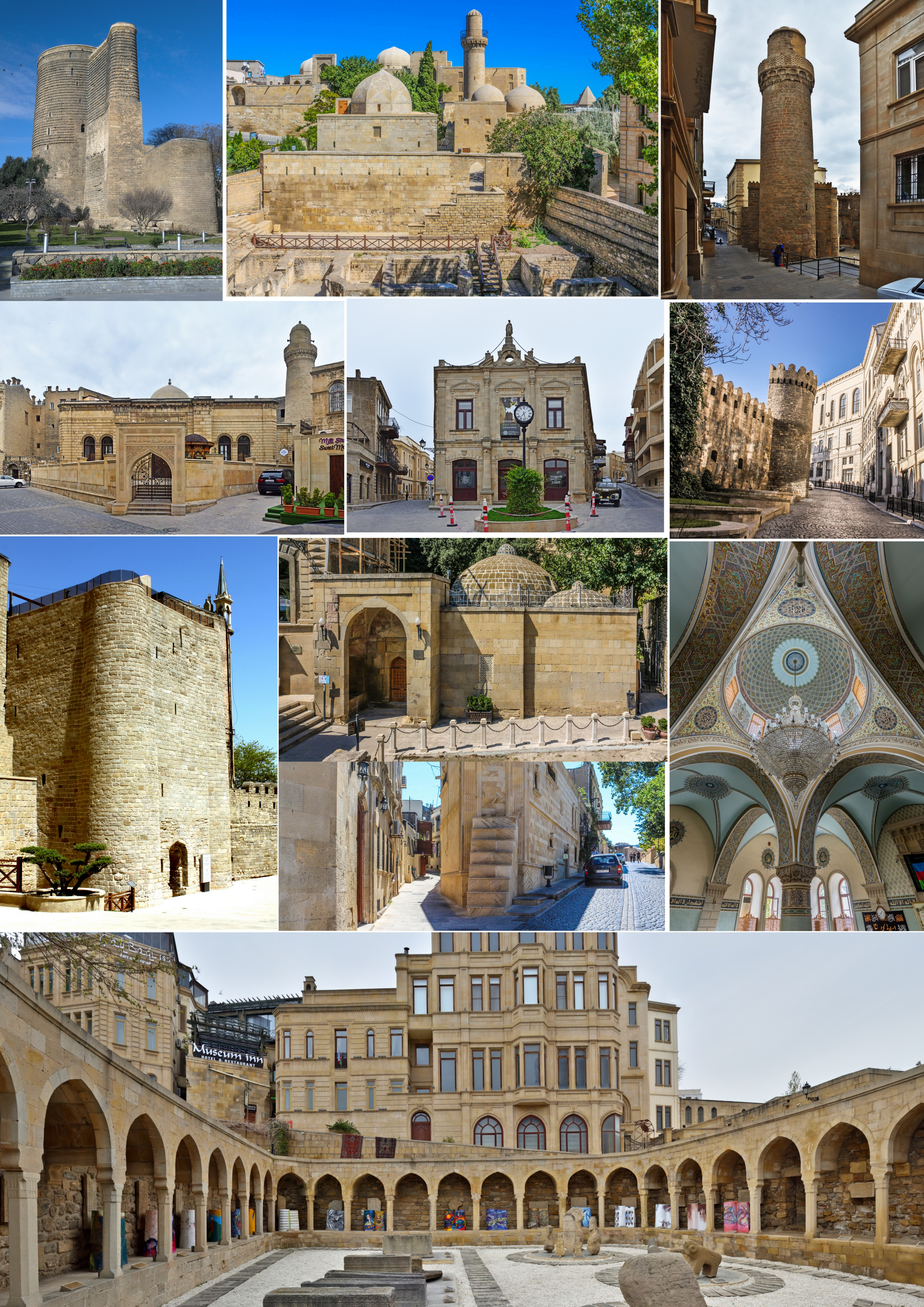
성곽 도시

성곽 도시(아제르바이잔어: İçərişəhər 이채리섀해르)는 아제르바이잔의 수도인 바쿠의 역사적 중심지이다. 성곽 도시는 바쿠에서 가장 오래된 지역으로 성벽으로 둘러싸여 있다. 2007년 성곽 도시의 인구는 약 3,000명이었다.  2000년 12월, 시르반샤 궁전과 메이든탑을 포함한 바쿠 성곽 도시가 시르반샤 궁전과 메이든 탑이 있는 바쿠 성곽 도시라는 이름으로 아제르바이잔 최초로 유네스코 세계문화유산으로 지정되었다.